# Жомини (род)
Жомини (фр. Jomini) — баронский род.
Грамотой Императора Французов Наполеона I от 27.07.1808 начальник штаба 10-го корпуса французской Большой Армии генерал Антуан-Анри Жомини (1779—1869) возведен, с нисходящим его потомством, в баронское достоинство Французской Империи.
Высочайшими Указами от 23.06.1847 и 06.01.1850 сына генерал-адъютанта барона Антона-Генриха Вениаминовича Жомини — отставного штабс-ротмистра Карла Жомини и сына последнего Николая Карловича Жомини дозволено сопричислить к Российскому дворянству, с утверждением в баронском достоинстве, по принятии ими присяги на подданство России.
Именным Высочайшим Указом от 23.05.1864, воспитаннице тайного советника барона Александра Генриховича Жомини, родной его племяннице, девице Луизе Пети-де-Баронкур дозволено именоваться его дочерью и пользоваться фамилией, титулом и правами его состояния.
Род внесен в 5-ю часть дворянской родословной книги Казанской губернии по определению Казанского дворянского депутатского собрания от 07.01 1897 года, утвержден указом Герольдии от 18.10 1896 года.

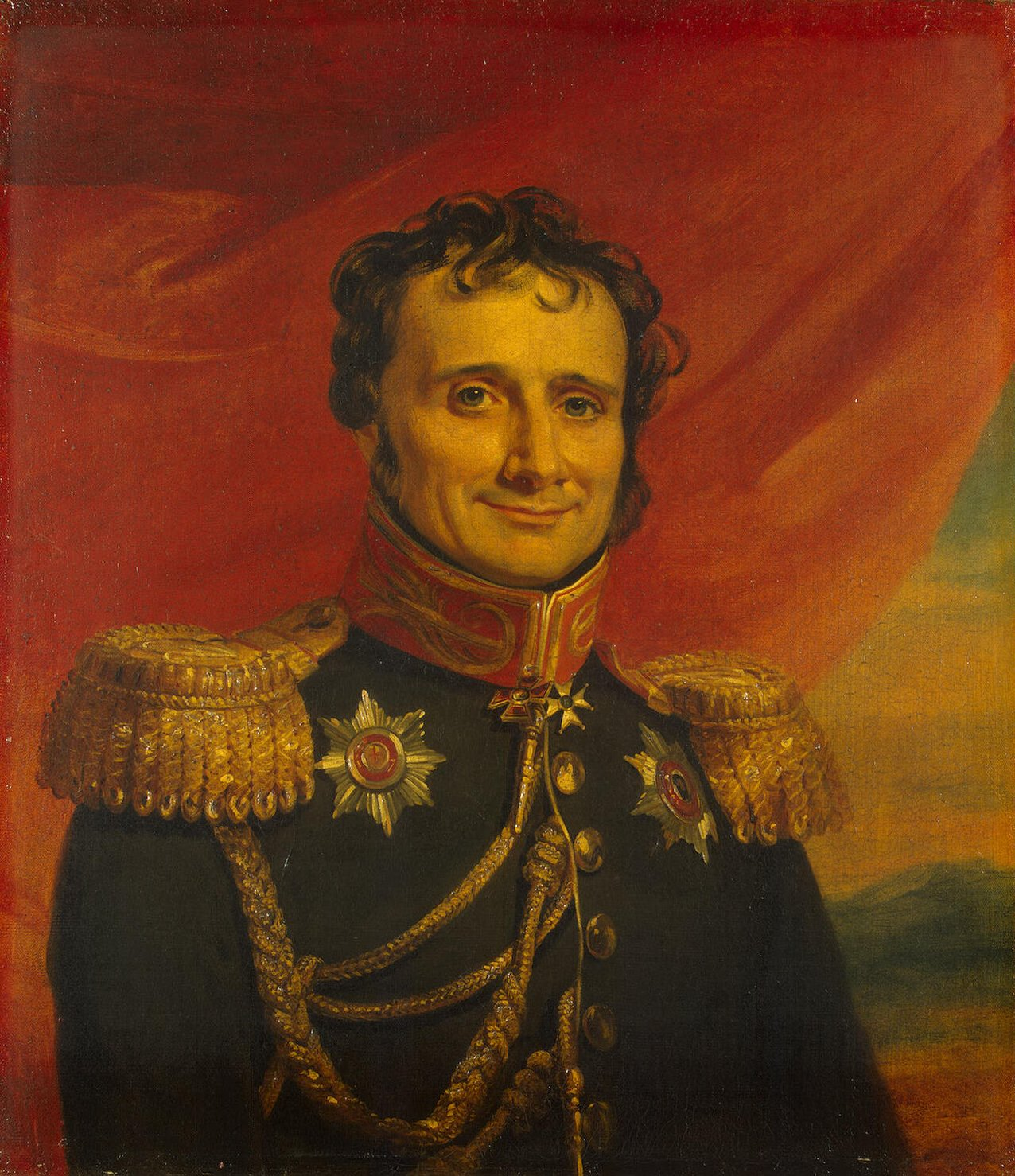
Генрих Жомини
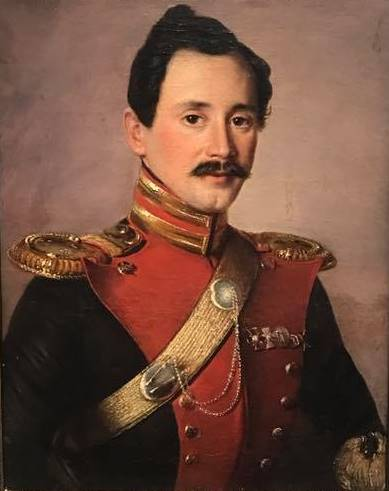
Карл Генрихович Жомини
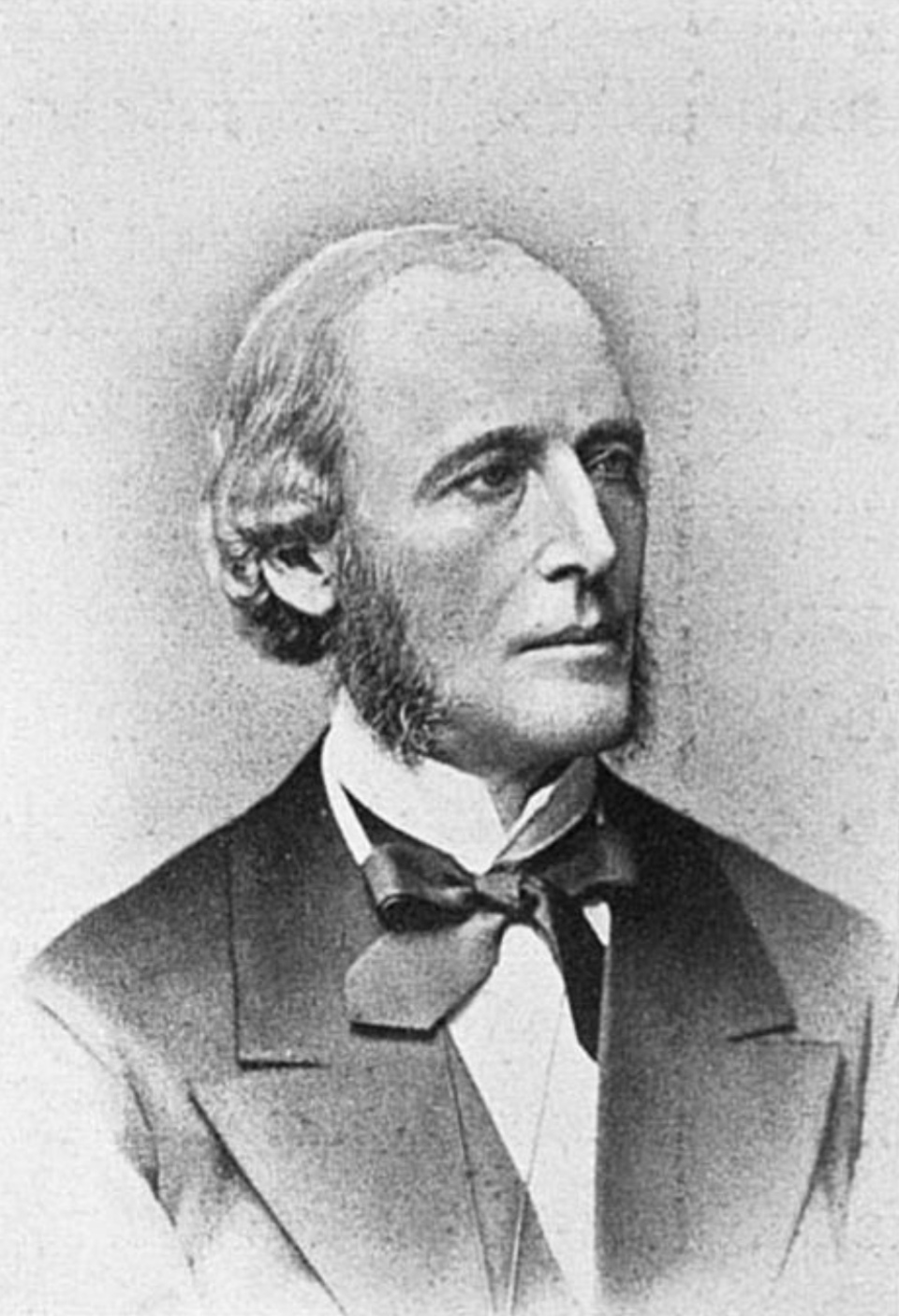
Александр Генрихович Жомини